# Mario Vascellari
Mario Vascellari (Cagliari, 8 settembre 1951 – Cagliari, 22 maggio 2021) è stato un cestista italiano.

## Carriera
Ha disputato la Serie A1 e la A2 con la squadra del Cagliari nel corso degli anni settanta.